# Den republiky (Indie)
Den republiky je indický státní svátek připomínající přijetí indické ústavy a změnu státního zřízení země na republiku, která proběhla dne 26. ledna 1950.
Nová ústava nahradila britský zákon Govermment of India Act z roku 1935. Stát se tak namísto britského dominia stal republikou. Již před tím, v roce 1947, získala Indie nezávislost na Británii. Ústava byla přijata Ústavodárným shromážděním Indie dne 26. listopadu 1949 a vstoupila v platnost dne 26. ledna 1950. Toto datum bylo vybráno záměrně, protože Indický národní kongres k tomuto datu roku 1930 vyhlásil Purna Swaraj, tedy úplnou nezávislost či úplnou suverenitu, kde deklarovala indické právo na samostatnost.
Den republiky je spojen s průvody a vojenskými přehlídkami, projevy politiků, kulturními akcemi a ceremoniemi. Mimo to probíhají také soukromé a veřejné akce oslavující dějiny, vládu a tradice Indie. Indie každoročně hostí také jednoho vyznamného zahraničního hosta.

## Oslavy
V předvečer Dne republiky promlouvá indický prezident k národu. V Den republiky  indický prezident nechává vyvěsit státní vlajku v hlavním městě Dillí, guvernéři a viceguvernéři pak nechávají vlajky vyvěšovat v jednotlivých státech a svazových územích.

### Oslavy v Novém Dillí
Hlavní oslavy Dne republiky se konají v Novém Dillí na Kartávské cestě, monumentální třídě, která vede od Raštrapati Bhavan na kopci Raisina k památníku India Gate. Akci pořádá indický prezident, konají se zde slavnostní přehlídky a kulturní akce. Přehlídku ke Dni republiky, která se koná v Novém Dillí, organizuje ministerstvo obrany. Prezident, který je vrchním velitelem indických ozbrojených sil, přijímá pozdravy od různých jednotek armády, námořnictva, letectva, polovojenských a policejních sil.
Na oslavy Dne republiky v Novém Dillí je každý rok jako čestný host (v originále Chief-guest, česky Hlavní host) pozvána hlava státu nebo vlády jiné země. Hostující země je často vybírána na základě strategických, ekonomických a politických zájmů Indie. Hlavním hostem oslav 75. výročí indického Dne republiky (roku 2024) byl francouzský prezident Emmanuel Macron.